# Массиалас, Александр
Александр Массиалас (англ. Alexander Massialas, род. 20 апреля 1994 года) — американский фехтовальщик на рапирах, трёхкратный призёр Олимпийских игр, чемпион мира, призёр чемпионатов мира и Панамериканских чемпионатов, четырёхкратный чемпион Панамериканских игр.

## Биография
Родился в 1994 году в Сан-Франциско, его отец имел греческое происхождение, а мать — тайваньское. Фехтованием занялся с 7 лет.
В 2010 году завоевал бронзовую медаль Панамериканского чемпионата. В 2011 году стал чемпионом Панамериканских игр и завоевал серебряную медаль Панамериканского чемпионата. В 2012 году вновь стал серебряным призёром Панамериканского чемпионата, но на Олимпийских играх в Лондоне был лишь 13-м в личном первенстве, и 4-м — в командном. В 2013 году стал серебряным призёром чемпионата мира. В 2014 году завоевал серебряную медаль Панамериканского чемпионата. В 2015 году стал обладателем серебряных медалей чемпионата мира и Панамериканского чемпионата. В 2017 и 2018 годах становился вице-чемпионом мира в командных соревнованиях. В 2019 году Александр в составе сборной США завоевал первую в истории своей страны золотую медаль чемпионата мира в командной рапире.